# Motherfucker

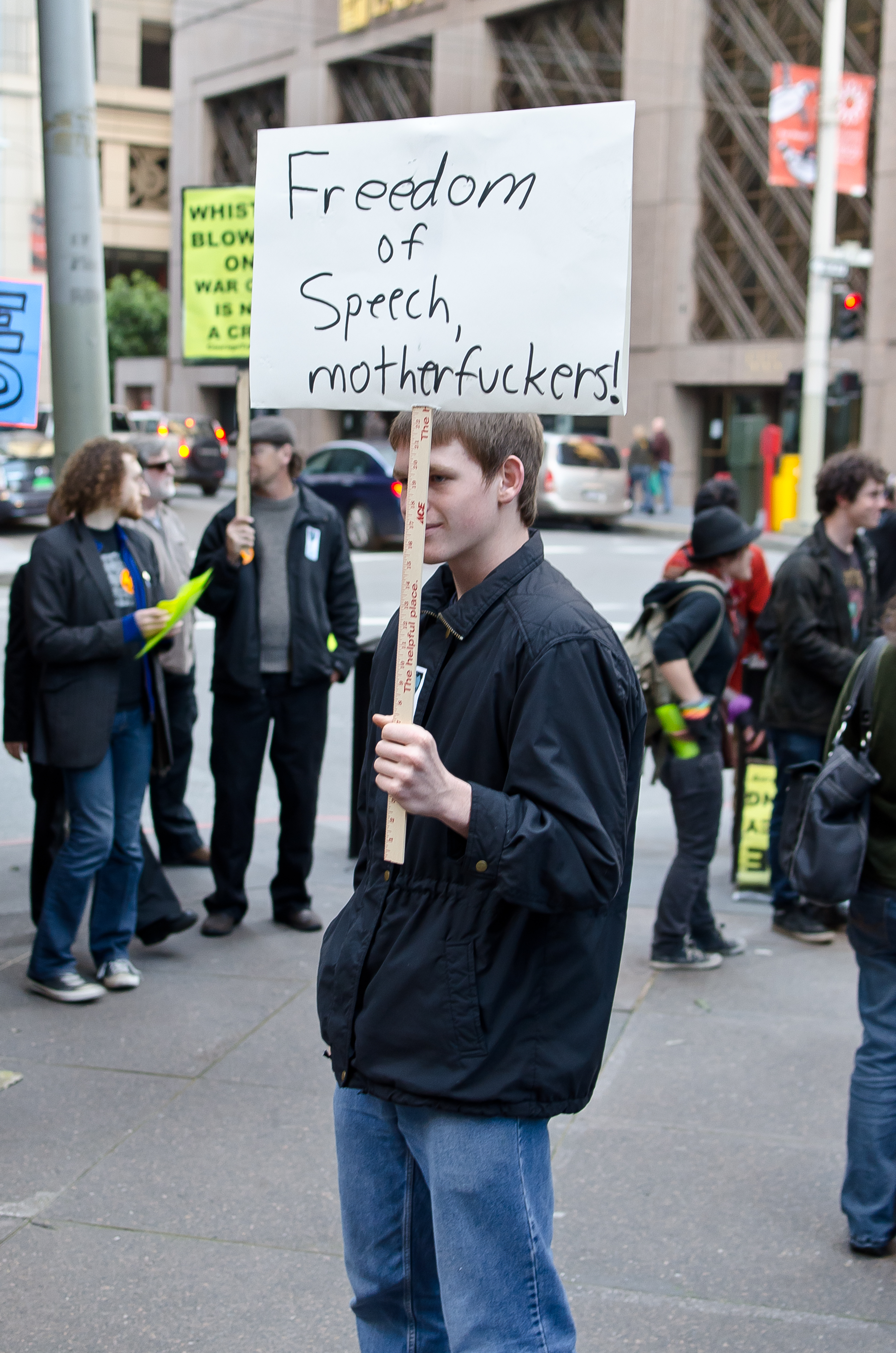
Bảng hiệu thể hiện tự do ngôn luận của một người biểu tình tại San Francisco, California

Motherfucker (đôi khi viết tắt là mofo, mf, hoặc mf'er) là một từ ngữ thông tục trong tiếng Anh. Mặc dù từ này thường được coi là rất xúc phạm, nhưng nó hiếm khi được sử dụng theo nghĩa đen (một người tham gia vào hoạt động tình dục với mẹ của người khác, hoặc mẹ của chính mình). Thay vào đó, nó đề cập đến một người bị khinh bỉ, xấu xa hoặc để thể hiện cảm xúc trong một tình huống bất kỳ nào đó đặc biệt khó khăn hoặc bực bội. Ngoài ra, trong tiếng Anh, nó có thể là một thuật ngữ của sự ngưỡng mộ, như trong thuật ngữ người badass motherfucker, có nghĩa là một người không sợ hãi và tự tin.